# Rhacophorus feae
Rhacophorus feae es una especie de anfibio anuro de la familia Rhacophoridae.

## Distribución geográfica
Esta especie se encuentra en:
- Birmania
- Laos;
- Tailandia
- Vietnam
- el sur de Yunnan, República Popular de China.[3]

## Descripción
Rhacophorus feae mide aproximadamente 125 mm. Su parte posterior es verde con pequeñas manchas doradas. Su garganta es morada; Su vientre es blanquecino.

## Etimología
Esta especie lleva el nombre en honor a Leonardo Fea (1852-1903) quien obtuvo los primeros especímenes.

## Publicación original
- Boulenger, 1893: Concluding report on the reptiles and batrachians obtained in Burma by Signor L. Fea, dealing with the collection made in Pegu and the Karin Hills in 1887–88. Annali del Museo Civico di Storia Naturale di Genova, ser. 2, vol. 13, p. 304–347[4]